# SS Pułaski
SS "Pułaski" – polski statek pasażerski (1912–1949), wcześniej pływający jako "Car" (ros. Царь) oraz "Estonia".

## Historia i rejsy
Wybudowany w roku 1912 przez Barclay Curle & Company w Glasgow (Szkocja) dla Russian American Line i nazwany "Car". Pływał wtedy na trasie Lipawa-Nowy Jork, a w czasie I wojny światowej na trasie Archangielsk – Nowy Jork. Był trzecim i najmniejszym (różnice wielkości były niewielkie) z czterech statków podobnej konstrukcji niewiele różniących się od siebie (pierwszy nie pływał pod polską banderą, drugim był SS Polonia, czwartym SS Kościuszko). Budowę statków sfinansowała częściowo caryca wdowa Maria Romanowa (1847–1928) ze swoich klejnotów, stąd statki nazywano "klejnotami księżniczki Dagmary".
Tuż po wejściu do eksploatacji, 9 października 1913 r. odegrał ważną rolę podczas akcji ratowania pasażerów z płonącego na północnym Atlantyku brytyjskiego transatlantyku "Volturno" - uratował 102 pasażerów.
W 1917 roku przekazany został brytyjskiemu rządowi, który wykorzystał statek do przewozu rannych i jeńców. W 1921 sprzedany duńskiemu armatorowi Baltic-America Line. Pod duńską banderą u armatora Det Ostasiatitske Kompagni pływał jako SS "Estonia" nadal na trasie Lipawa - Nowy Jork lub Gdańsk - Nowy Jork.
Na mocy umowy kupna-sprzedaży z marca 1930 roku został kupiony przez Polskie Transatlantyckie Towarzystwo Okrętowe (później przemianowane na GAL) i w sierpniu nazwany SS "Pułaski". Wraz z nim kupione zostały SS Polonia i SS Lithuania. Te trzy statki stanowiły pierwszą trójkę polskich transatlantyków. Pod polską banderą pływał na trasie Gdynia – Nowy Jork. W 1932 roku statek przewiózł polską ekipę olimpijską na igrzyska w Los Angeles. W 1935 statek przebudowano, a od 1936 skierowano na trasę Gdynia – Buenos Aires (przez Rio de Janeiro, Santos i Montevideo). Statkiem dowodził wówczas kpt. Zdenko Knötgen, a po jego przejściu na MS Sobieski kmdr w st. spocz. Witold Panasewicz.
Przeznaczony został na złomowanie w 1940 roku i wraz z "Kościuszką" zacumowany w odległym basenie portowym. W przypadku wybuchu wojny planowano jego zatopienie u wejścia do portu w Gdyni, ale w ostatnich dniach sierpnia 1939 roku zmieniono nagle decyzję i "Pułaski" 24 sierpnia (z załogą liczącą zaledwie 19 osób) wyruszył do Wielkiej Brytanii; jego dowódcą był wtedy kpt. Bronisław Hurko.
Po wybuchu II wojny światowej na statku transportowani byli polscy żołnierze z internowania na Węgrzech i Rumunii drogą morską do Francji celem wstąpienia do formowanych tam armii polskiej; w tym czasie od 15 października do 3 grudnia 1939 komendantem SS Pułaski był kmdr ppor. Konrad Namieśniowski. Następnie statek został internowany przez władze francuskie w Konakry, skąd 9 lipca 1941 roku "zbiegł" pod ogniem baterii nadbrzeżnych. Służył jako transportowiec wojska, głównie na Oceanie Indyjskim, jego dowództwo przejął w tym czasie kpt. Edward Pacewicz. W czasie postoju statku w Bombaju doszło 14 kwietnia 1944 roku do eksplozji statku "Fort Stikine" przewożącego 800 ton amunicji. W jej wyniku doszło do zniszczenia 9 statków, a śmierć poniosło około 1500 ludzi. Na "Pułaskim" odnotowano jedynie pęknięte lustro i rozbitą umywalkę.
Po wojnie, w roku 1946, został przekazany brytyjskiemu ministerstwu transportu, gdzie służył pod nazwą "Empire Penryn" jako statek transportowy. Ostatecznie oddany został na złom w roku 1949.
Jednostka zbliżonej konstrukcji (choć nie bliźniacza) – SS "Kościuszko".